# Reynaldo Hoffmann
Reynaldo Cristián Hoffmann Vargas (* 3. Oktober 1947 in Valparaíso) ist ein ehemaliger chilenischer Fußballspieler und -trainer. Der Stürmer wurde zweimal chilenischer Meister und lief dreimal für die Nationalmannschaft Chiles auf.

## Karriere

### Verein
Reynaldo Hoffmann debütierte 1966 bei den Santiago Wanderers und entwickelte sich zum Stammspieler des Teams. Der Stürmer war beim Titelgewinn 1968 ein wichtiger Spieler der Mannschaft, die auch Los Panzers genannt wurde. Hoffmann blieb bis 1971 bei den Wanderers, kehrte aber 1978 nochmal nach Valparaíso zurück und verhalf dem Hafenstadtklub zur Meisterschaft der zweiten Liga. Zwischenzeitlich spielte der Flügelspieler bei Deportes Concepción, Unión Española und Naval de Talcahuano. Mit Unión Española gewann Hoffmann die Meisterschaft 1975 und es gelang ihm der Einzug in das Finale der Copa Libertadores 1975. Er bestritt das Hinspiel, das die Chilenen gegen den argentinischen Vertreter CA Independiente mit 1:0 gewannen. Das Rückspiel und das Entscheidungsspiel gingen an den argentinischen Klub, der somit seinen Titel aus dem Vorjahr verteidigen konnte. In diesen beiden Spielen stand Hoffmann nicht auf dem Feld.
Seine Karriere beendete Hoffmann beim CD Cobresal in der zweiten Liga, für das er 1980 und 1981 auflief.

### Nationalmannschaft
Reynaldo Hoffmann gab im August 1969 sein Debüt für die chilenische Nationalmannschaft unter Salvador Nocetti beim Qualifikationsspiel für die Weltmeisterschaft 1970, als er beim 1:1-Unentschieden gegen Ecuador für Pedro Araya eingewechselt wurde. Beim abschließenden Qualifikationsspiel gegen Uruguay stand der Stürmer in der Startelf, jedoch verpasste La Roja mit der 0:2-Niederlage die Weltmeisterschaftsendrunde in Mexiko. Das dritte und letzte Länderspiel absolvierte Hoffmann im März 1970 beim Freundschaftsspiel gegen Brasilien.

### Trainer
Reynaldo Hoffmann trainierte von 1989 bis 1991 den CD Cobresal.

## Erfolge
Santiago Wanderers
- Chilenischer Meister: 1968
- Chilenischer Zweitliga-Meister: 1978

Unión Española
- Chilenischer Meister: 1975

## Sonstiges
Sein Bruder Carlos Hoffmann ist achtfacher Nationalspieler. Seine Söhne Reinaldo und Alejandro spielten ebenfalls professionell Fußball. Zudem ist Mark González der Großneffe von Reynaldo Hoffmann.